# Cochlespirinae
Cochlespirinae é uma subfamília de gastrópodes pertencente a família Turridae.

## Gêneros
- Abyssocomitas Sysoev & Kantor, 1986
- Aforia Dall, 1889
- Ancistrosyrinx Dall, 1881
- Anticomitas Powell, 1942
- Antimelatoma Powell, 1942
- Antiplanes Dall, 1902
- Apiotoma Cossmann, 1889
- Carinoturris Bartsch, 1944
- Clavosurcula Schepman, 1913
- Cochlespira Conrad, 1865
- Comitas Finlay, 1926
- Fusiturricula Woodring, 1928
- Irenosyrinx Dall, 1908
- Knefastia Dall, 1919
- Leucosyrinx Dall, 1889
- Marshallena Finlay, 1926
- Megasurcula Casey, 1904
- Micropleurotoma Thiele, 1929
- Nihonia McNeil, 1961
- Paracomitas Powell, 1942
- Pyrgospira McLean, 1971
- Rectiplanes Bartsch, 1944
- Rhodopetoma Bartsch, 1944
- Shutonia van der Bijl, 1993
- Steiraxis Dall, 1896
- Toxicochlespira Sysoev & Kantor, 1990
- Vexitomina Powell, 1942